# Allitz

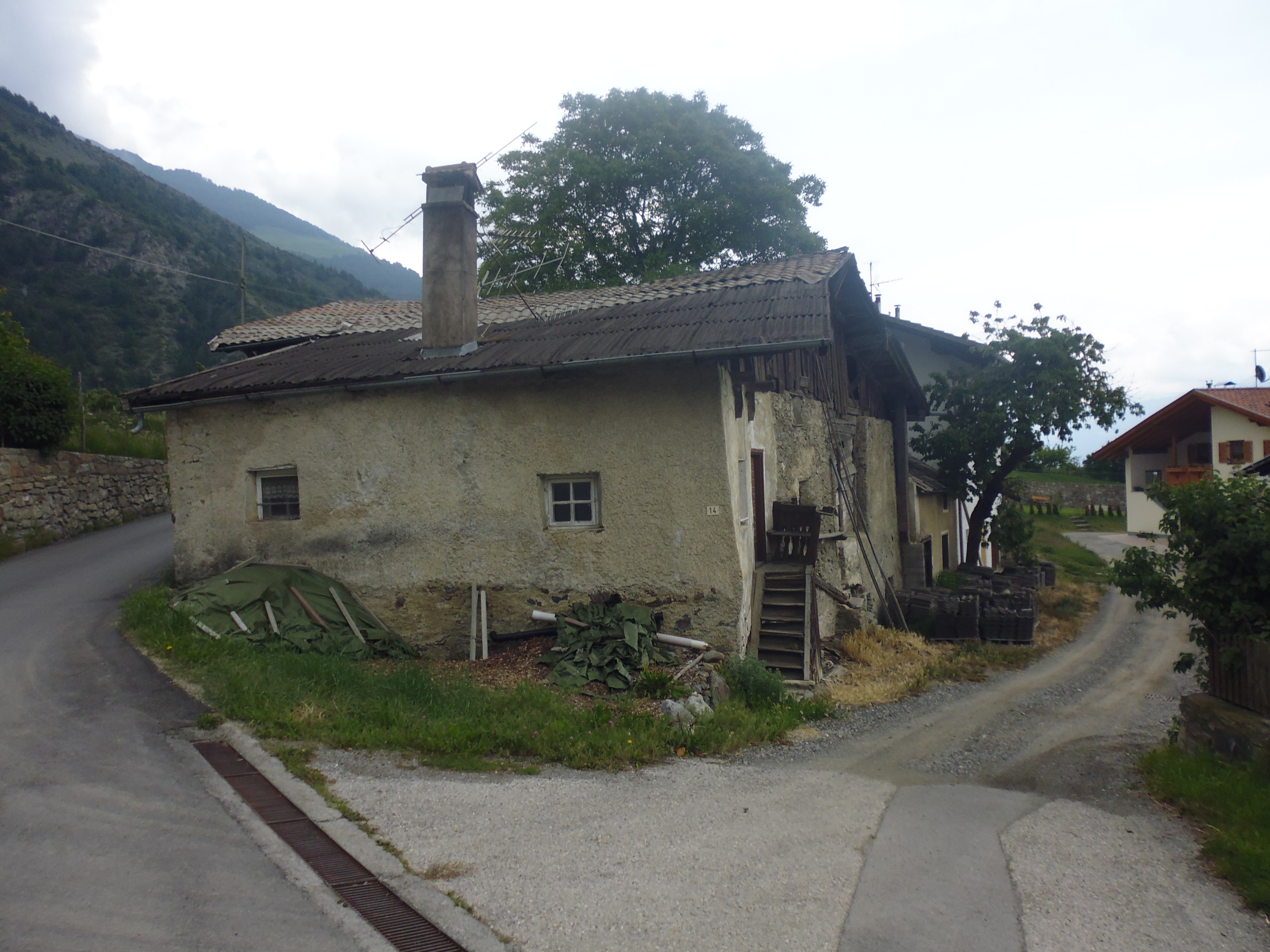
Ortseingang von Unterallitz

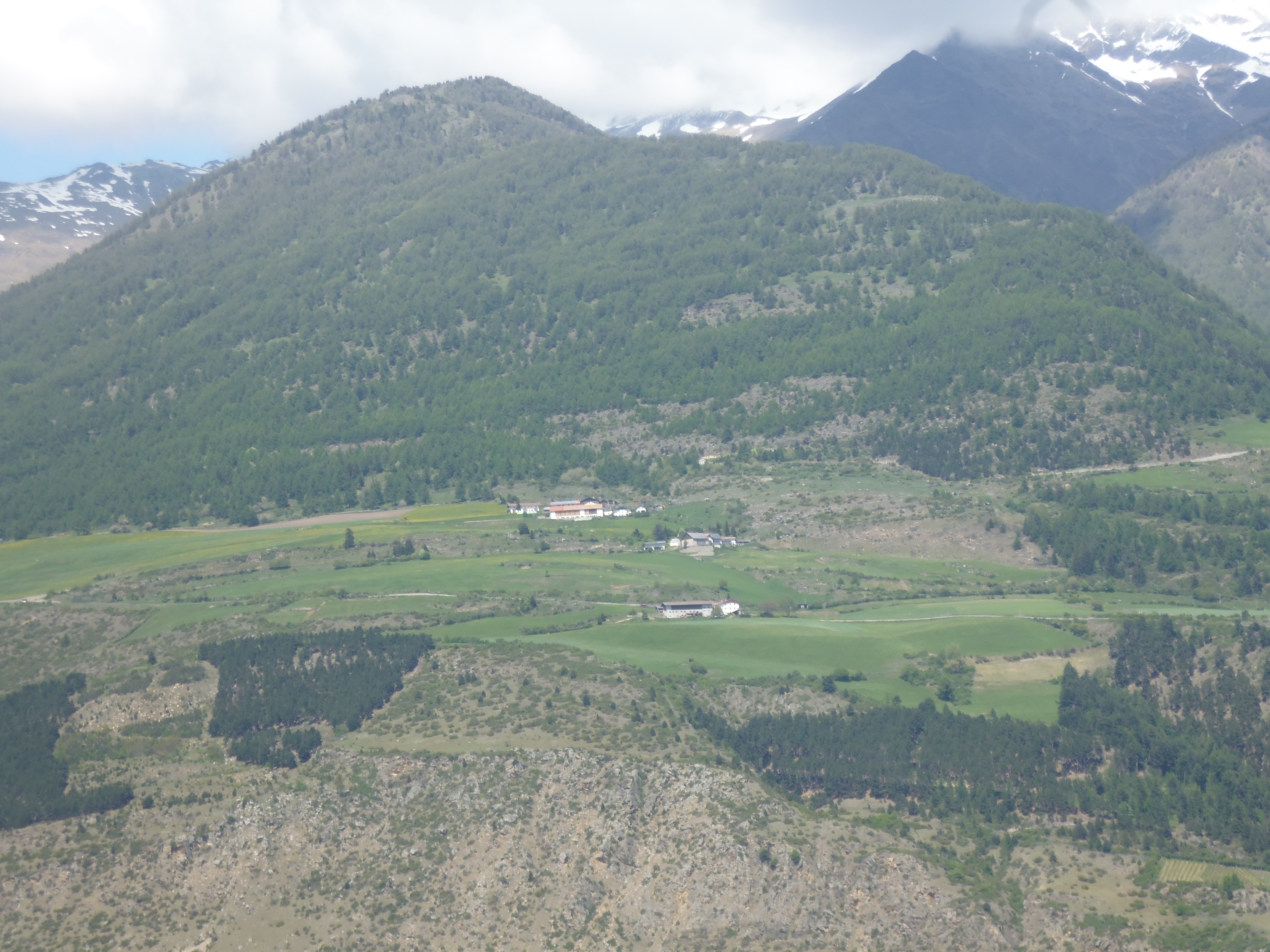
Die Tröghöfe und der Stifter (unten) in Oberallitz

Allitz ist eine Fraktion der Gemeinde Laas in Südtirol. Allitz befindet sich im Vinschgau auf der orographisch linken, nördlichen Seite des Etschtals.
Alicrz, Arlitz, Allitz, Liz und Alitz sind frühere Schreibweisen der heute drittgrößten Fraktion von Laas. Bis 1929 war Allitz eine eigenständige Gemeinde. Das Dorf liegt am Eingang des Gadriatales, am Fuße des Sonnenbergs, und besteht aus dem Ortskern Unterallitz sowie den als Oberallitz bezeichneten acht Höfen, die sich bis auf 1754 Meter am Hang des Sonnenbergs verteilen.
Es sind dies:
- die beiden Kirchhöfe
- der Unter-, Mitter- und Obertröghof
- der Stifthof  (oder Stifter)
- der Strimmhof
- der Platzlfoar

Die alten Hofstellen sind als „Zehn-Höfe-Interessentschaft“ gemeinsame Eigentümer und Nutzer des großen Tröger- und Talwaldes sowie der Alm am Oberen und Unteren Berg. Die Handwerksfamilien, die sich am Bach ansiedelten, hatten ursprünglich kein Weide- und Holzrecht.
Die Oberallitzer Äcker waren in früheren Jahren nicht bewässert und dienten dem Getreideanbau. In guten Jahren wurden auf den größeren Höfen 800–1200 Star Korn geerntet. Heute wird Milchwirtschaft betrieben. In Unterallitz gibt es neben der Grünlandwirtschaft inzwischen auch Obst- und Gemüseanbau, die Blumenkohlfelder reichen bis in die Auwiesen. Im Herbst 1987 wurden in Allitz 550 Stück Vieh gehalten. Pferde gab es nur in Oberallitz.
Im Jahre 1968 wurde die Straße von Laas nach Allitz ausgebaut und 1970 bis nach Tanas asphaltiert.
In Allitz gibt es mehrere kleine Gotteshäuser:
- die Marienkapelle am Untertrög
- Mariä Heimsuchung
- St. Moritz bei den Kirchhöfen
- und die Kapelle beim Unterburger

Bei Unwettern wurde Allitz immer wieder von der Gadriamure bedroht. Daraufhin wurde zur Abwehr in den Jahren 1888–1892 der neue „Lahngröbm“ gebaut, auch wurde auch das 16 Hektar große „Allitzer Waldele“ als Schutzwald aufgeforstet. Die Stausperre am Zusammenfluss von Strimm- und Gadriabach wurde von der Südtiroler Wildbachverbauung erst 1975 errichtet.